# Браво! (театр)
Театр-клуб «Браво!» — независимый профессиональный театр, работающий в Иркутске с 2008 года. Основан продюсером Александром Шангиным и режиссёром, заслуженным артистом Российской Федерации Александром Булдаковым на базе выпускного курса 2008 года Иркутского театрального училища.